# Shoal Lake 28A
Shoal Lake 28A är ett reservat i Kanada.   Det ligger i provinsen Saskatchewan, i den centrala delen av landet, 2 100 km väster om huvudstaden Ottawa. Shoal Lake 28A ligger vid sjön Shoal Lake.
I omgivningarna runt Shoal Lake 28A växer i huvudsak blandskog. Trakten runt Shoal Lake 28A är nära nog obefolkad, med mindre än två invånare per kvadratkilometer.